# 荒木誠也
荒木 誠也（あらき せいや、1958年 - ）は、日本の実業家。アストモスエネルギー代表取締役社長や、同社代表取締役会長、日本LPガス団体協議会会長などを歴任した。

## 人物・経歴
長崎県出身。1981年広島大学法学部卒業。大学ではワンダーフォーゲル部に所属。卒業後は出光興産入社。2015年アストモスエネルギー常務。2017年同社副社長。2018年から同社代表取締役社長を務め、同年ENEOSグローブ、東京ガスリキッドホールディングスとともに、共同出資会社の立ち上げにより液化石油ガスの物流・保安で提携を行う合意を行った。日本LPガス協会会長や、日本LPガス団体協議会会長も務めた。2020年アストモスエネルギー代表取締役会長。